# Кияковская усадьба
Кияковская усадьба —  разрушенная усадьба XIX века, расположенная в деревне Кияково Докшицкого района Витебской области Беларуси.

## История
Усадьба в 1903 году принадлежала Александру Кияковскому. Включала дворец, амбар, холодильное помещение, коптильню, кузницу, пивоварню, парк, сад и большой хозяйский двор. В деревне, помимо основных строений, были возведены два дома для рабочих на 12 семей.
Во время второй мировой войны усадьба была разрушена, а дом сожжён. Сегодня сохранились лишь часовня-усыпальница, построенная в 1907 году, и несколько разрушенных хозяйственных построек. Из хозяйственных построек остались конюшня и ферма.

## Архитектура
Усадьба заложена на невысоком подъёме у реки Сервечь. Дворец с верандами и террасами на двух фасадах, состоял из 14 комнатам и размещался в глубине парка. К нему через всю усадьбу проходила аллея, вдоль которой по обеим сторонам были высажены конские каштаны и липы (сохранились только единичные деревья). Перед домом был партер с ландшафтным кругом, за которым на одной оси построена конюшня, сохранившаяся до нашего времени. С парковой стороны усадьбы посреди сада также был расположен  круг таких же размеров, как и с парадной стороны, на котором росли пионы. Непосредственно сам парк был спланированный на южно-восточной окраине усадьбы. Он в плане г-образной формы. Его наиболее уютная и красивая часть расположена со стороны реки, где растут вековые ели, липы, клёны, дубы и берёзы. Там открывается  вид на реку и пойму.
Конюшня была выложена из деревянного бруса, её фасад украшен двумя ризалитами, входные группы арочной формы с искусной отделкой, выполненной мастерами по дереву.